# Michel Enríquez
Michel Enríquez Tamayo (11 de fevereiro de 1979) é um jogador de beisebol cubano.

## Carreira
Michel Enríquez foi campeão olímpico nas Olimpíadas de 2004. Também consquistou medalha de prata nos Jogos Olímpicos de 2008.